# 퀘르세틴
퀘르세틴(Quercetin) 또는 케르세틴은 폴리페놀의 플라보노이드 그룹에서 속하는 식물성 플라보놀이다. 이는 많은 과일, 채소, 잎, 씨앗, 곡물에서 발견된다. 케이퍼, 적양파, 케일은 상당한 양의 퀘르세틴을 함유하고 있는 일반적인 식품이다. 쓴맛이 나며 건강보조식품, 음료, 식품의 성분으로 사용된다.

## 발생
퀘르세틴은 자연계에 널리 분포되어 있는 플라보노이드이다. 이 이름은 1857년부터 사용되었으며 참나무속 Quercus의 이름을 따서 quercetum(참나무 숲)에서 유래되었다. 이는 자연적으로 발생하는 극성 옥신 수송 억제제이다.
퀘르세틴은 가장 풍부한 식이 플라보노이드 중 하나이며 일일 평균 섭취량은 25~50mg이다.

## 같이 보기
- 포도주의 페놀 성분
- 피토케미컬